# Lermoos
Lermoos  är en ort och kommun i distriktet Reutte i förbundslandet Tyrolen i Österrike. I norr gränsar kommunen mot Tyskland
Kommunen består av tre orter (Ortschaften) (inom parentes invånarantal 1 januari 2024):
- Lermoos (1 063)
- Obergarten (41)
- Untergarten (62)